# NGC 2501
NGC 2501 este o hi (21cm) source⁠(d) situată în constelația Pupa. A fost descoperită în 14 februarie 1836 de către John Herschel.